# باب الواب (فلم)
باب الواب هو فيلم كوميدي فرنسي جزائري لمرزاق علواش ، صدر عام 2005 . تم تصويره في الجزائر العاصمة ( الجزائر ) وباريس ( فرنسا ).

## ملخص
تحكي هذه الكوميديا حلقة في حياة الأخوين كمال وبوزيد. يقتات هذان الشابان من خدع النصب، يسكنان في الحي الشعبي بالجزائر العاصمة باب الواد . يمكنهم رؤية البحر من شقتهم بعد انهيار مبنى بسبب الفيضانات. كمال ولد انطوائي وقليل الكلام. لديه كبش صديق اسمه الجابوني (الياباني) يستعمله في مسابقات مصارعة الكباش. على العكس من ذلك، يتمتع بوزيد بشخصية مرحة ومولع بالانترنت. يعيش بوزيد بوزيد بمرراة في بلده، وهروبا من الواقع يقوم بالدردشة مع الفتياة من كافة انحاء العالم، وقام بطلب استضافة تهم في بيته في الجزائر، لم تقبل أي واحدة منهن، ولحسن حظه قبلت لورانس، فتاة فرنسية طلب دعوته، هنا بدء بوزيد بالتخطيط لاستقبال الوافدة الجديدة، جعلت من الأخوين يغرقان في الديون.

## بطاقة تقنية[3]
- المخرج: مرزاق علواش
- الموسيقى: دي جي عبد الـ و، فالمونت (Valmont).
- ديكور: سيلفي دلدون
- الأزياء: لورانس ستروز
- الصور: أنتوان روش
- مونتاج: سيلفي غادمر
- المنتج: بيير بانك
- الدولة: فرنسا
- اللغة: فرنسية
- الميزانية: 3,060,000 يورو
- الهيئة: ملون - 35 مم - 2.35 : 1 - سينما سكوب
- تاريخ العرض:
  - فرنسا: 16 مارس 2005.

## الأدوار
- سامي نصري : كمال
- فضيل : بوزيد
- جولي غاييه : لورانس
- حسان بن زراري : الحاج ماد باو
- بوعلام بناني : تشوش
- بختة بن ويس : امرأة مصابة
- ياسين مصباح : حاج ميلود
- فريدة صابونجي : الأم
- صوفيا نواصر : زوينة
- محمد الورداش : العم سعيد
- فوزي سيشي ب : المقدم
- نعيم هاين : لوانا
- جاد المالح : الكوميدي
- بودير : تشكيل ، زبون بار

## روابط خارجية
- باب الواب في قاعدة بيانات قاعدة بيانات الأفلام على الإنترنت
- باب الواب في موقع Allociné
- باب الواب في موقع قناة TV5